# Massata Cissé
Pour les articles homonymes, voir Cissé.
Massata Cissé, surnommée Mama Africa, née en 1961 dans la province de Nouna (Burkina Faso), est la seule femme conductrice de poids lourds en Afrique de l'Ouest depuis les années 1980.

## Carrière
Considérée comme une pionnière et un symbole de l'émancipation des femmes dans son pays, c'est en 1981 que Massata Cissé fait ses premiers pas dans le domaine des transports. D'abord apprentie aux côtés de son père, elle est depuis 1981 chauffeur titulaire dans le transport par gros camions. Seule femme conductrice du Burkina et de l’Afrique de l’Ouest, elle est employée dans une cimenterie de la place où elle effectue des voyages régulièrement entre le Burkina, le Togo, le Niger, le Mali, la Côte d'Ivoire et d'autres pays,. Elle est surnommée Mama Africa,.

## Initiatives
En 2019, elle déclare souhaiter former des jeunes filles à la conduite de camions.

## Prix et distinctions
En 2017, elle reçoit à l'occasion de la Journée internationale des femmes le Trophée international de la femme active d’Afrique (TIFAA).

## Filmographie
- Mama Africa, documentaire réalisé par Yssouf Koussé et produit par Dieudonné Alaka, 2017[9],[10].